# Moïse Landeroin
Moïse Landeroin (né le 8 juillet 1867 à Pouillé et mort le 3 juillet 1962 à Saint-Romain-sur-Cher) est un officier-interprète et un administrateur colonial français. Il mène une carrière coloniale en Afrique, notamment en Tunisie, au Niger, au Tchad et au Gabon. Il est connu pour sa participation à la mission Marchand (dite Congo-Nil), à la mission Tilho, ainsi que pour son travail linguistique sur la langue haoussa et pour la rédaction de la notice historique des Documents scientifiques de la mission Tilho.

## Biographie

### Enfance et formation
Moïse Landeroin naît à Pouillé dans le département du Loir-et-Cher en France, le 8 juillet 1867, de Sylvain et Joséphine Landeroin (née Place). Son père est instituteur dans la région, et sa mère femme au foyer. Il est le deuxième de six enfants. Le dernier de la fratrie, Joseph Landeroin, fait lui aussi une carrière coloniale comme instituteur à Madagascar, entre 1903 et 1920 ; il est également compositeur de musique classique et membre de la SACEM, la Société des auteurs, compositeurs et éditeurs de musique.
Après des études secondaires à l'École normale de Blois, Moïse Landeroin suit les traces de son père en devenant instituteur à Saint-Romain-sur-Cher en 1886, à l'âge de 19 ans. Dès l'année suivante, en 1887, il est affecté à un poste d'enseignant à Tunis, à l'École normale et collège Alaoui. Au cours des sept années qui suivent, il occupe divers postes dans plusieurs établissements scolaires de Tunisie : il est directeur de l'École de Tebourba, puis enseignant au lycée Carnot de Tunis, et enfin directeur de l'école franco-arabe de Sousse entre 1890 et 1895. Au cours de son séjour en Tunisie, il étudie la langue arabe et obtient un certificat d'arabe parlé ainsi que le brevet d'arabe littéraire. En 1893, il obtient à Alger le diplôme qui lui permet d'entamer une carrière d'interprète-militaire, auxiliaire de 2e classe.
Le rôle des interprètes-militaires est central dès le début de l'occupation coloniale française en Afrique et notamment lors de la conquête de l'Algérie dès 1830. La question de l'origine des recrutés fait débat dès le départ : s'il est considéré pertinent de recruter des interprètes issus des communautés colonisés, ceux-ci sont en même temps l'objet de suspicion et de mépris de la part des européens. L'historien Alain Messaoudi constate qu'à partir de 1850, cette suspicion entraîne la volonté de réserver l'interprétariat à des Français, la formalisation du rôle de l'interprète entrainant une « francisation » du métier.
C'est dans ce contexte que Moïse Landeroin devient interprète. Il est souvent le seul Français à parler l'arabe et des langues africaines dans les endroits où il est en poste, et il considère son rôle comme essentiel pour contrebalancer l'influence des interprètes africains qu'il décrit comme souvent peu fiables et corrompus. Il est d'abord affecté à Médenine, dans le sud de la Tunisie. Au sein du système colonial, les interprètes militaires étaient tenus de passer des examens bisannuels afin de pouvoir prétendre à l'avancement ; lors de l'un de ceux-ci, en avril 1896, Landeroin arrive premier de sa promotion. Ce succès contribue à sa sélection comme membre de la mission Marchand, à titre d'interprète.

### Mission Marchand

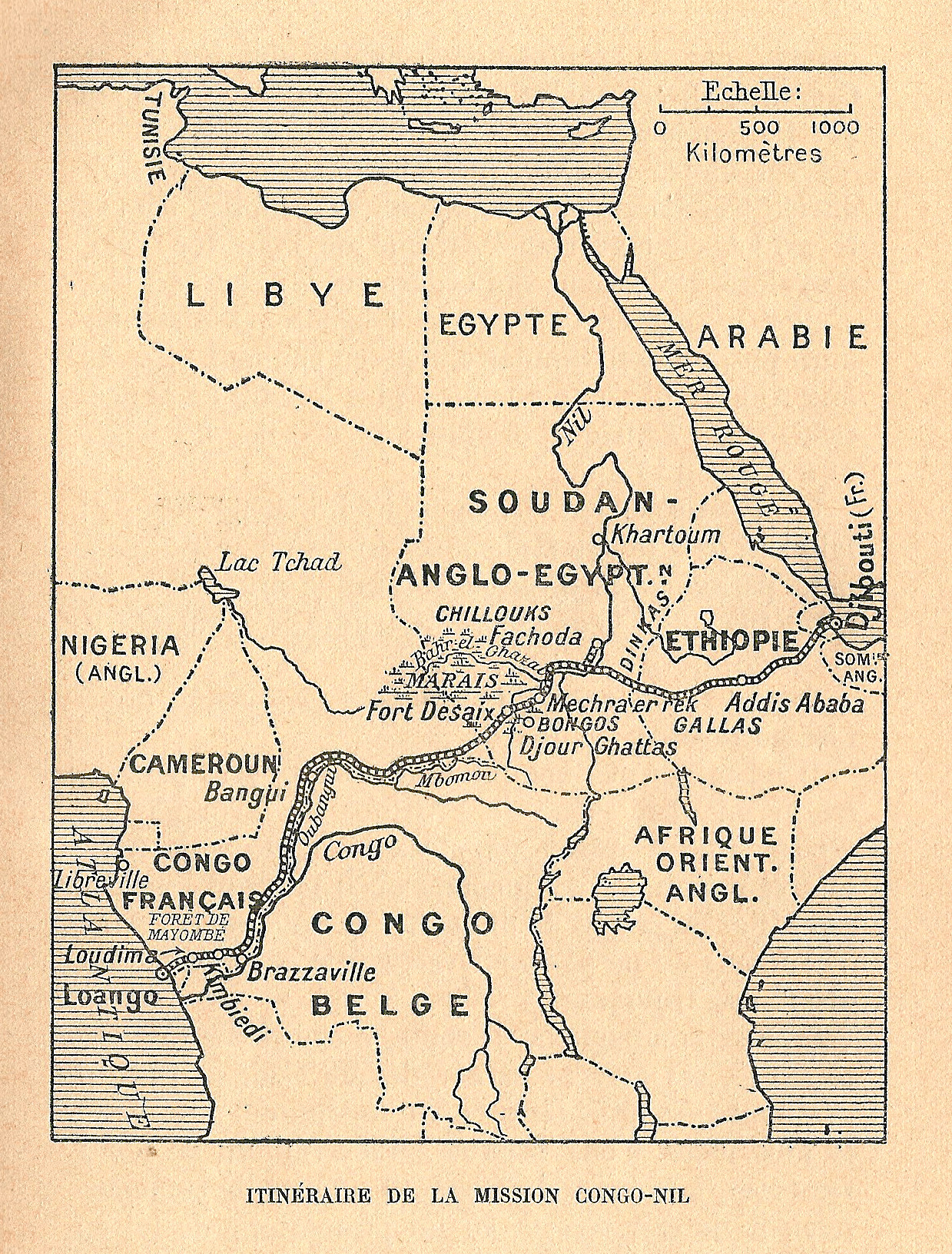
Itinéraire de la mission Marchand (1896-99)

La Mission Marchand, également connue sous le nom de Mission Congo-Nil, se déroule entre 1896 et 1899 en Afrique centrale et orientale. Sous la direction de Jean-Baptiste Marchand, cette expédition a pour objectif officiel d'étendre l'influence coloniale française sur le continent africain, dans un contexte de rivalité avec les Britanniques, notamment sur le contrôle du Nil. En juin 1896, Moïse Landeroin quitte Marseille pour rejoindre la mission, dont les autres membres sont Charles Mangin, Victor Emmanuel Largeau et Albert Baratier, ce dernier étant le photographe de la mission.
Ils partent de Loango en juillet 1896 en direction de Brazzaville. Leur avancée est confrontée dès le départ à des difficultés de transports et à la nécessité de devoir mener des négociations politiques complexes avec les autorités des régions traversées. Les carnets de notes tenus par Landeroin tout au long de la mission témoignent de la lenteur de la progression, des retards et de tensions avec les populations locales et leur souverains. Ils sont ainsi empêchés de rejoindre Brazzaville en raison de l'instabilité de la région. Leur progression est également ralentie par le transport d'une quantité considérable de caisses de matériel et de vivres, les porteurs ayant jusqu'à 30 kg de charge chacun, avec des armes, de la nourriture pour les Européens, ainsi que des biens destinés à être offerts aux souverains africains, tels que des perles et de la monnaie. Les conditions de travail et de déplacement extrêmement difficiles entrainent des désertions, des maladies et des décès chez les membres africains de la mission qui, depuis Brazzaville, poursuit néanmoins sa route, vers Bangui, puis Rafai, Zémio et Tumbura. Landeroin est chargé d'utiliser ses compétences linguistiques en langue arabe pour dialoguer avec les souverains afin de faciliter la progression de l'expédition ; c'est au cours de cette mission qu'il aurait reçu de ses interlocuteurs le surnom de Moussa ben Abdallah.
En février 1897, la Mission Marchand est impliquée dans la crise de Fachoda, un important incident diplomatique entre la France et le Royaume-Uni, point culminant de la rivalité entre les deux puissances pour le contrôle colonial du continent africain. La France cherche à s'assurer le contrôle du bassin du Haut-Nil afin d'exclure le Royaume-Uni du Soudan, tandis que ce dernier visait à relier ses possessions d'Afrique australe et orientale à l'Égypte. Pendant plusieurs semaines, le commandant Marchand s'oppose au chef des troupes britanniques Horatio Kitchener, chacun revendiquant la souveraineté sur Fachoda. Finalement, le gouvernement français ordonne à ses soldats de se retirer afin d'éviter un conflit armé, et en mars 1899, la Convention anglo-française est signée. Elle établissait que les fleuves Nil et Congo délimitent respectivement les zones d'influence britannique et français. Après cette défaite, la mission reprend néanmoins la route vers la côte orientale, à Addis-Abeba ils sont reçus par l'empereur Ménélik, avant de se rendre à Djibouti le 16 mai 1899, et de repartir peu après vers la France.

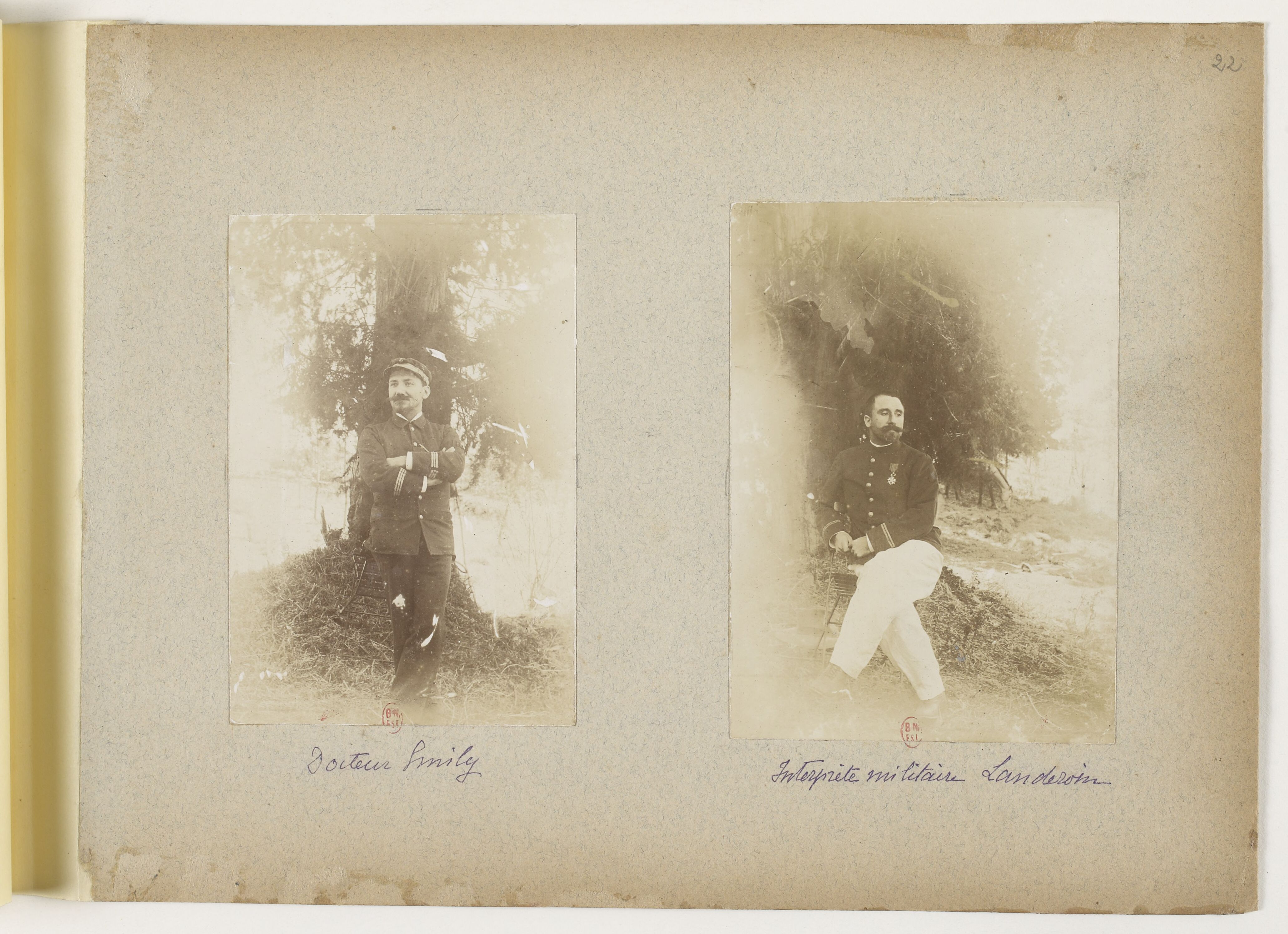
Jules Emily (gauche) et Moïse Landeroin (droite) pendant la mission Marchand. Photographe prise par Charles Mangin.

Dans ses Souvenirs de la Mission Marchand, publiées en 1925, Albert Baratier évoque la passion de Landeroin pour le jardinage, qui se manifeste dans les différents postes occupés par l'expédition tout au long de la route :

« Sur le bord du fleuve [Nil], Landeroin a mis sa marque d'agriculteur et même d'horticulteur ; les longues plates-bandes, coupées d'allées soigneusement ratissées, s'alignent régulièrement les unes à côté des autres ; au centre, un massif ovale de zignas est prêt à fleurir. [...] 
Dans chaque poste, Landeroin a laissé à nos successeurs des jardins quasi prospères, même à Fort-Desaix, plus heureux qu'à Fachoda, il a pu nous donner des melons. »

— Albert Baratier, Au Congo: Souvenirs de la Mission Marchand
Tout au long de la mission, Landeroin tient des carnets de notes dans lesquels il relate, au jour le jour, les événements de l'expédition. Ces carnets ont été publiés, en 1996, par le Centre d'études sur l'histoire du Sahara  sous le titre Mission Congo-Nil (Mission Marchand) : Carnets de route. Landeroin noue des liens d'amitié avec plusieurs membres de la mission, notamment Albert Baratier et Jules Emily, avec lesquels il continue à correspondre dans les années qui suivent,. Lors de son retour en France, Landeroin reçoit une "réception patriotique"  par ses anciens camarades d'école et d'autres membres de la communauté locale du Loir-et-Cher,. Il est le dernier survivant de l'expédition, et assiste en 1949 à l'inauguration du monument commémoratif de la mission Marchand situé à Porte Dorée, à Paris.

### Séjours au Niger
De 1900 à 1909, Landeroin est affecté comme officier-interprète d'arabe dans ce qui est aujourd'hui le Niger et qui est alors le Territoire militaire de Zinder. Il arrive dans cette région au sein de la troupe qui, sous les ordres du colonel Péroz, est chargé d'occuper Tahoua, Tessaoua et Zinder, et de là, de « faire la liaison avec le Tchad ». Parmi les officiers membres de cette troupe, figurent Henri Gaden, Octave Meynier et Henri Moll. La troupe traverse la savane en direction de la ville de Zinder, où stationnent déjà des militaires français suite aux missions Cazemajou, Voulet-Chanoine, Joalland-Meynier et Foureau-Lamy. En chemin, Landeroin se distingue auprès de ses supérieurs pour avoir négocié avec un groupe de Touaregs avec lequel il parvient à obtenir un accord de coopération. Il est pour cela proposé à une promotion. Mais cette victoire est de courte durée, car les militaires français sont  en réalité dans une situation de grande faiblesse et redoutent constamment une attaque de la part des Touaregs. Pour cette raison ils se déplacent de nuit, les colonnes levant le camp chaque soir au crépuscule et marchant trois ou quatre heures dans l'obscurité avant de camper en pleine brousse, sans feu, ni lumière.
La troupe dirigée par Péroz arrive à Zinder au début de l'année 1901, avec pour objectif de prendre le contrôle de la ville, des régions environnantes et d'encadrer l'autorité du sultan du Damagaram. Henri Gaden est alors nommé résident de Zinder et s'emploie à réformer ce qu'il perçoit comme des pratiques corrompues du sultan et de ses partisans. Landeroin reçoit pour mission d'apprendre les langues de la région, notamment le haoussa et le tamasheq, afin de faciliter la communication entre les autorités françaises et les populations locales. Landeroin réside avec Gaden au cœur de la ville dans le quartier fortifié du birni de Zinder. Dans ses lettres, Gaden évoque la chaleur étouffante des nuits, l'obligeant à dormir à l'extérieur malgré la présence de rats et de cafards.
En 1906, le sultan de Zinder et plusieurs notables de la ville sont accusés par les autorités coloniales françaises d'avoir fomenté un complot contre eux dans le but d'inciter à la révolte. En raison de son expertise et de sa connaissance des communautés locales, Landeroin – alors en poste à Niamey – est envoyé à Zinder pour mener une enquête. Bien que les enquêtes précédentes aient déjà jugé le sultan et ses co-accusés coupables, Landeroin a rapidement des doutes et suspecte que certaines des preuves clés avaient été fabriquées. Il est toutefois sommé par son supérieur, le capitaine Lefebvre, convaincu de la culpabilité des accusés, de clore son enquête. Landeroin fait part de ses réserves à son officier supérieur à Niamey, le colonel Lamolle, qui les ignore et les accusés sont condamnés. L'un d'entre eux, Mallam Yaro, un commerçant et lettré musulman influent de Zinder, écrit par la suite une lettre à Landeroin proclamant son innocence. Plus tard, lorsqu'il est en poste au Tchad en tant qu'administrateur, Landeroin connait de nouveau des tensions avec sa hiérarchie.

### Membre de la mission Tilho
De 1906 à 1909, Landeroin participe à la mission Tilho, une mission militaro-scientifique, en marge de la mission de délimitation frontalière Tilho-Oshee dont l'objectif principal est de tracer la frontière entre le Niger sous contrôle français et le Nigeria sous contrôle britannique, suite à la signature d'un nouveau traité frontalier le 16 mai 1906. Cet accord avait été conclu avec un faible niveau de connaissances, ce qui rendait nécessaire une mission sur le terrain pour établir un tracé précis tenant compte des circonstances locales. La mission cherche également à recueillir un grand nombre d'informations scientifiques. Landeroin est choisi pour en faire partie en raison de son expérience antérieure au sein de la mission Marchand, ainsi qu'en raison de son intérêt personnel pour les langues, les cultures et l'histoire de cette région. La mission comprend entre 16 et 18 Européens, accompagnés de 170 à 440 auxiliaires africains, et est divisée en petits groupes, chacun chargé d'un objectif spécifique, Landeroin dirige le groupe chargé des « recherches sur le langage, l'histoire, les mœurs et les productions » dans la région. La mission s'achève à Kano en juillet 1908, et quelques mois plus tard, Landeroin rentre en France.

### Carrière administrative
À partir de 1910, Landeroin quitte l'armée pour des fonctions administratives. Entre 1910 et 1922, il effectue trois séjours successifs dans le Territoire du Tchad. Son premier poste administratif est à Fort-Lamy, où il continue d'exercer des fonctions d'officier-interprète sous les ordres d'Henri Moll pendant quelques mois, avant que son passage dans le cadre des administrateurs ne soit officialisé en 1911. Dans les deux années qui suivent, il est affecté dans la région d'Ouaddaï en tant qu'adjoint du chef de bataillon, assumant temporairement le commandement de la subdivision d'Abéché.
Après six mois de congé en France, Landeroin entame son second séjour au Tchad. Principalement stationné à Fort-Lamy, Il y est nommé chef du service administratif du Territoire, un poste équivalent à celui de secrétaire général. Comme au Niger, la question des révoltes présumées ou des intentions hostiles des populations colonisées constitue un thème récurrent. En février 1916, Landeroin est envoyé au Baguirmi afin de rétablir les relations avec le sultan Gouarang, soupçonné de nourrir de noirs desseins envers les autorités françaises. Il est également présent au Tchad lors du massacre dit « des coupes-coupes », au cours duquel les notables de la région du Ouaddaï, accusés de comploter contre le commandant Gérard, sont exécutés — plus de soixante-quinze personnes perdent alors la vie.
Le dernier séjour de Landeroin au Tchad se déroule entre 1919 et 1922, période durant laquelle il occupe les fonctions d'inspecteur des affaires administratives. Selon l'archiviste Jean Cantournet, ce séjour marque un tournant dans la carrière de Landeroin : il y constate une dégradation progressive de ses relations avec ses collègues et ses supérieurs, notamment avec Fernand Lavit. Cet épisode s'inscrit dans un contexte de tensions entre les jeunes et les anciens administrateurs coloniaux, et dans un moment de transformation de la pensée coloniale à l'issue de la Première Guerre mondiale. Ces différends aboutissent à la fin prématurée de la carrière de Landeroin : Lavit demande sa mise à la retraite, que seule l'intervention d'Henri Gouraud, son collègue et ami depuis leur séjour commun au Niger, auprès du ministre des Colonies Albert Sarraut permet de repousser.
Le dernier poste de Landeroin est au Gabon, de juin 1923 à avril 1925. Il y exerce les fonctions de chef de la circonscription des Ouroungous et d'inspecteur des affaires administratives. Il est mis à la retraite le 2 avril 1925. Landeroin passe ses années de retraite dans sa maison familiale à Saint-Romain-sur-Cher. Au cours de sa carrière, il reçoit plusieurs distinctions honorifiques, dont la Légion d'honneur, la Médaille coloniale et le titre de chevalier de l'Étoile noire du Bénin. Moïse Landeroin meurt en 1962, à l'âge de 94 ans.

### Vie privée
Landeroin a eu une fille avec une femme tchadienne, dont le nom n'est pas connu, pendant son séjour à Fort-Lamy. Née le 17 août 1916, Mauricette Landeroin est élevée en France par son père et sa belle-mère Lucie (née Lievin), que Landeroin épouse en 1923 à Paris et qui adopte Mauricette. Alors que Mauricette Landeroin fréquente le lycée Balzac à Tours, elle rencontre le poète et homme politique sénégalais Léopold Sédar Senghor, qui enseigne alors au lycée Descartes, ils se lient d’amitié et resteront amis jusqu'à la mort de ce dernier en 2001. À l'instar de son père, Mauricette poursuit une carrière en Afrique. Elle est l'une des premières femmes à intégrer l'École des langues orientales, où elle étudie l'arabe maghrébin, et commence sa carrière professionnelle en tant que rédactrice au Ministère du Ravitaillement à Paris. En 1947, elle prend son premier poste à l'étranger au sein de l'administration coloniale de l'Afrique Occidentale Française à Dakar, puis réussit un concours pour devenir chiffreuse au Ministère des Colonies en 1952. De 1960 à 1962, elle travaille au Ministère de la Coopération et dans le cabinet du ministre Jean Foyer, avant de retourner en Afrique pour travailler d'abord au Dahomey, puis en Côte d'Ivoire, et plus tard à l'Ambassade de France au Cameroun. Elle termine sa carrière en tant que consul général adjoint à Ouagadougou, en Haute-Volta, puis à Saint-Louis du Sénégal, avant de prendre sa retraite en 1981. Pendant sa retraite, elle participe activement à la vie politique locale, occupant un poste d'élue au conseil municipal de Saint-Romain-sur-Cher puis comme 3e adjointe au maire. Elle ne se marie jamais et n'a pas d'enfants. Elle meurt en 2010 dans la maison familiale des Landeroin à Saint-Romain-sur-Cher.

## Activités scientifiques

### Collecte historiques et linguistiques au Niger
Pendant la mission Tilho, Moïse Landeroin est responsable de la collecte d'informations linguistiques, culturelles et historiques sur les populations du côté français de la région frontalière,. À l'issue de ces travaux, un ouvrage est publié sous le titre Documents scientifiques de la Mission Tilho : 1906–1909, rassemblant des notices géographiques, astronomiques, météorologiques, cartographique. Landeroin y rédige la partie historique, qui comprend des monographies sur les différents royaumes et sultanats de la région, les arbres généalogiques de leurs différentes dynasties, et des listes chronologiques des souverains de certaines régions. Landeroin avait commencé à collecter des informations linguistiques et culturelles sur le Sahel dès son premier séjour à Zinder, mais c'est à l'issue de la mission Tilho qu'il voit ses recherches être publiées. Avec Jean Tilho, il publie une dictionnaire haoussa en 1910, et un ouvrage intitulé Grammaire et contes haoussas en 1909,.

### Académie des sciences d'outre-mer
Moïse Landeroin est membre de l'Académie des sciences d'outre-mer, fondée en 1922 sous le nom d'« Académie des sciences coloniales » à l'initiative de l'explorateur et journaliste français Paul Bourdarie et de l'administrateur colonial et ethnographe Maurice Delafosse. Il semble avoir été un ami de Bourdarie et avoir rejoint l'Académie dès sa fondation. L'Académie change de nom le 7 juin 1957 pour devenir l'Académie des Sciences d'outre-mer. Landeroin en reste membre, en tant que correspondant de la première section de l'Académie dédiée aux « sciences historiques, géographiques, ethnologiques et linguistiques », jusqu'à sa mort en 1962 et durant sa retraite en est un membre actif. À l'occasion du cinquantième anniversaire de la fin de la Mission Marchand, l'Académie demanda qu'il soit fait Commandeur de la Légion d'Honneur (il avait déjà été nommé chevalier et officier, respectivement en 1898 et 1909 ). Il obtient cette distinction le 13 janvier 1948. À sa mort en 1962, l'Académie marque l'événement lors d'une séance, où Jean d'Esme lit une nécrologie:

« L'Académie des Sciences d'outre-mer, qui l'accueillit dès sa fondation en 1922, s'incline devant un des derniers représentants de cette épopée vraiment exceptionnelle au cours de laquelle la France a projeté en Afrique son lumineux visage d'amitié, de paix et de civilisation. »

— Jean d'Esme sur Moïse Landeroin, 1962

### Don de ses archives privées
Un fonds d'écrits de Moïse Landeroin, réuni sous le nom de « Fonds Landeroin », a été donné à la bibliothèque de  l'Académie en 1991 par sa fille Mauricette Landeroin,. Il s'agit d'une collection de plus de 8 000 pages manuscrites, ainsi que de photographies et des cartes postales relatives à sa carrière en Afrique. L'archiviste Jean Cantournet responsable du classement du Fonds a rédigé le catalogue qui l'accompagne, qui inclut des informations biographiques sur Landeroin ainsi que sur les contextes de production des documents. Le Fonds Landeroin comprend une variété de documents : carnets de notes, lettres écrites à la famille et aux amis, notes rédigées durant sa retraite. La collection de cartes postales de Landeroin est particulièrement significative et regroupe des images prises dans diverses régions du nord et de l'ouest de l'Afrique. 73 photographies font également partie de la collection, mais il n'est pas certain que Landeroin lui-même ait pris ces clichés ; Jean Cantournet émet l'hypothèse qu'un collègue de Landeroin, Jean Ferrandi, puisse en être l'auteur.
Au long de sa vie et de ses différents postes coloniaux, Landeroin a accumulé de nombreux objets, souvenirs de ses séjours, dont des objets et œuvres d’art africains. Certains des objets de cette collection, notamment des bracelets de cheville pour jeunes filles en âge de se marier, un masque gabonais, ou encore une malle de voyage qui lui appartenait, ont été vendus après sa mort, lors de deux ventes aux enchères l'une en 2012 et l'autre en 2023,.